# Universidad Thammasat
La Universidad Thammasat (en tailandés: มหาวิทยาลัยธรรมศาสตร์), denominada oficialmente Universidad de Ciencias Morales y Políticas (en tailandés: มหาวิทยาลัยวิชาธรรมศาสตร์และการเมือง), es la segunda universidad más antigua de Tailandia y una de las más prestigiosas del país, ubicada en Bangkok.
Fue establecida el 27 de junio de 1934 y en sus inicios ofrecía estudios en derecho, comercio, contabilidad, Ciencias Políticas y economía. Más tarde extendió sus estudios a otras disciplinas: trabajo social, periodismo y Artes Liberales.
Su primer rector y fundador fue Pridi Bhanomyong, líder del Partido Popular de Tailandia y Ministro del Interior en aquel momento. Bajo su dirección la Universidad fue el centro de la resistencia tailandesa durante la ocupación de Japón en la Segunda Guerra Mundial.
El campus original de la universidad, Tha Phrachan Centre, está ubicado en Phra Nakhon, Bangkok en las proximidades de los principales atractivos turísticos de Bangkok. El campus de Rangsit, donde se imparte la mayoría de los programas de grado, está en Khlong Luang, Pathum Thani. Además, tiene campus subsidiarios en Lampang, Pattaya, Narathiwat, y Udon Thani.
En 2006 la universidad disponía de 18 facultades: Derecho, Comercio y contabilidad, Ciencias Políticas, Economía, Periodismo, Sociología y Antropología, Ciencias y Tecnología, Ingeniería, Medicina, Ortodoncia, Ciencias de la Salud, Enfermería, Arquitectura, Artes Aplicadas, el Instituto Internacional de Tecnología Sirindhorn (SIIT) y el Centro de Innovación Educativa.
En sus áulas se han formado muchas de las personalidades de la vida política, económica y cultural tailandesa.